# 유선호 (2002년)
유선호(柳善皓, 2002년 1월 28일~)는 대한민국의 배우이다. 과거 오디션 프로그램 프로듀스 101 시즌2에 출연하였다.
유선호는 2002년 1월 28일 아버지와 어머니 김영애 사이에 인천광역시에서 2남 중 장남으로 출생하였으며 지난날 한때 경기도 김포시에서 잠시 유아기를 보낸 적이 있는 그는 경기도 시흥시에서 성장하였고 그의 형제자매로는 남동생 유승호가 있다. 2017년 선풍적인 인기를 끈 프로듀스101 시즌 2에 출연하여 같은 소속사인 라이관린과 함께 '병아리 연습생'이라는 슬로건으로 많은 사람들의 이목을 끌고 '삼시오끼'라는 별명을 얻은 바 있다.
2022년부터 KBS2 《1박 2일》에 고정으로 출연 중이다.

## 학력
- 월포초등학교
- 월곶중학교
- 한림연예예술고등학교 연예과 (졸업)

## 음반 목록

### EP
| 제목     | 정보 | 순위 | 순위 | 순위 | 판매량         |
| 제목     | 정보 | KOR  | JPN  | US   | 판매량         |
| -------- | --- | ---- | ---- | ---- | -------------- |
| 봄, 선호 | - 발매일: 2018년 4월 11일 - 레이블: 큐브 엔터테인먼트, 로엔 엔터테인먼트 - 포맷: CD, 디지털 다운로드 트랙리스트 1. Prelude : 너를 생각해 2. 봄이 오면 3. 푸른 별 하나 4. 보고 싶어 5. 봄이 오면 (Inst.) | 9    | —    | —    | - KOR: 14,159+ |

## 출연 작품

### 예능
- Mnet 《PRODUCE 101 시즌 2》(2017년) - 참가자
- tvN 《둥지탈출 2》(2018년) - 그리스편 고정 출연자
- tvN 《둥지탈출 3》(2018년) - 말레이시아편 고정 출연자
- JTBC 《뭉쳐야 뜬다2》(2018년) - 이탈리아편 고정 출연자
- tvN 《애들 생각》(2019년) - 출연자
- 라이프타임채널 《아이돌다방》(2019년) - 진행자
- tvN 《냐옹은 페이크다》(2020년) - 고정
- SBS 《진짜 농구, 핸섬타이거즈》(2020년)
- KBS2 《1박 2일》(2022년~) - 고정

### 드라마
- 《악동탐정스》(2017년, 웹드라마) - 표한음 역
- 《더쿠션 (덕;후션)》(2017년, 웹드라마) - 유선호 역
- 《빅 포레스트》(2018년, tvN) - 이종만 역
- 《악동탐정스 시즌2》(2018년, 네이버TV) - 표한음 역
- 《복수가 돌아왔다》(2018년, SBS) - 유시온 역
- 《언더커버》(2021년, JTBC) - 한승구 역
- 《우수무당 가두심》(2021년, 웹드라마) - 현수 역
- 《소녀의 세계 시즌 2》(2021년, 웹드라마) - 주찬양 역
- 《닥터 로이어》(2022년, MBC) - 어린 한이한 역
- 《슈룹》(2022년, tvN) - 계성대군 역
- 《열녀박씨 계약결혼뎐》(2023년, MBC) - 강태민 역
- 《노무사 노무진》(2025년, MBC) - 허윤재 역

영화
- 《사채소년》(2023년) - 강진역  (주연) (찐따에서 서열 1위가 됐다가 다시 찐따가 됨.)
- 수상 및 후보

- 2017년 대한민국 브랜드대상·모델대상 - CF모델부문 최우수상 수상
- 2018 MMA (Melon Music Award) - 남자 신인상 투표 1위

## 수상 목록

### 시상식
- 2023년 제8회 아시아 아티스트 어워즈 포텐셜상
- 2023년 KBS 연예대상 남자 신인상
- 2023년 KBS 연예대상 올해의 예능인상
- 2023년 KBS 연예대상 대상
- 2024년 제44회 황금촬영상 신인남우상